# Democrazia e Libertà
Democrazia e Libertà è stata una lista elettorale italiana con cui si presentò alle elezioni politiche del 1996 l'ex segretario della Democrazia Cristiana, Ciriaco De Mita, nel collegio uninominale di Mirabella Eclano (in provincia di Avellino) per la Camera dei deputati.
De Mita, già Presidente del Consiglio e in quel periodo oggetto di varie inchieste giudiziarie e avvisi di garanzia, era visto in varie regioni italiane come uno dei principali simboli della Prima Repubblica, il sistema politico crollato appena due anni prima sotto il peso delle inchieste di Tangentopoli. Egli era dunque un candidato scomodo: estremamente noto a livello nazionale, dove poteva far perdere molti voti alla coalizione che l'avesse ricompreso, era invece una garanzia di successo a livello locale, dove godeva ancora di ampio seguito. I dirigenti dell'Ulivo, la nuova aggregazione di centrosinistra, decisero dunque di presentarlo ma di accompagnare il suo nominativo da un simbolo specifico, in un patto di desistenza rispetto alla coalizione nazionale.
Ciriaco De Mita ottenne 33 326 voti e il 47,7%, superando abbondantemente il candidato del Polo per le Libertà che prese il 30,9%, quello del Partito della Rifondazione Comunista che ottenne il 17,8%, e quello della Fiamma Tricolore che prese il 3,6% e riuscì così a essere eletto a Montecitorio.

## Risultati elettorali
|                | Voti   | %     | Seggi |
| Politiche 1996 | 33 326 | 47,74 | 1     |